# 21e session du Comité du patrimoine mondial
La 21e session du Comité du patrimoine mondial a eu lieu du 1er décembre 1997 au 6 décembre 1997 au palais royal de Naples, en Italie.

## Participants

### États membres du comité
21 États membres du comité ont participé à la 21e session :
- Australie
- Bénin
- Brésil
- Canada
- Corée du Sud
- Cuba
- Équateur
- États-Unis
- Finlande
- France
- Grèce
- Hongrie
- Italie
- Japon
- Liban
- Malte
- Maroc
- Mexique
- Niger
- Thaïlande
- Zimbabwe

### États observateurs
Aux côtés de ces 21 États membres, 34 États observateurs ont également participé à la 21e session du comité :
- Afrique du Sud
- Albanie
- Allemagne
- Arabie saoudite
- Argentine
- Autriche
- Belgique
- Biélorussie
- Cameroun
- Chine
- Croatie
- Espagne
- Estonie
- Géorgie
- Inde
- Indonésie
- Lettonie
- Malawi
- Népal
- Pakistan
- Pays-Bas
- Pérou
- Philippines
- Pologne
- République démocratique du Congo
- Roumanie
- Royaume-Uni
- Russie
- Saint-Marin
- Suisse
- Uruguay
- Vatican
- Venezuela
- Viêt Nam

### Organisations internationales
Des représentants de cinq organisations internationales ont également participé, à titre consultatif :
- Centre international d'études pour la conservation et la restauration des biens culturels (ICCROM)
- Conseil international des monuments et des sites (ICOMOS)
- Fédération internationale des architectes-paysagistes (en) (IFLA)
- J. Paul Getty Trust
- Organisation arabe pour l'éducation, la culture et les sciences (ALECSO)
- Organisation des villes du patrimoine mondial (OVPM)
- Union internationale pour la conservation de la nature (UICN)

## Inscriptions

### Patrimoine mondial
Le Comité vote l'inscription de 46 biens sur la liste du patrimoine mondial : 38 biens de type culturel, 7 biens de type naturel et un bien de type mixte. La liste compte alors 551 biens protégés.
L'Estonie, le Kenya et la Lettonie connaissent leurs premières inscriptions. 10 biens concernent la seule Italie, 4 en Espagne (dont un bien transfrontalier avec la France), 3 en Chine, 2 en Australie, Corée du Sud, Croatie, France (dont un bien transfrontalier avec l'Espagne), Kenya, Maroc, Pays-Bas et Pologne. Au total, la région Europe et Amérique du Nord concentre 25 de ces protections (54% du total), la région Asie et Pacifique 10 (22%), la région Amérique latine et Caraïbes 6 (13%), la région États arabes 3 (7%) et la région Afrique 2 (4%).
Les critères indiqués sont ceux utilisés par l'Unesco depuis 2005, et non pas ceux employés lors de l'inscription des sites. Par ailleurs, les superficies mentionnées sont celles des biens actuels, qui ont pu être modifiées depuis leur inscription.
| Id. | Bien | Pays              | Superficie (ha) | Critères et notes | Coordonnées | Illus.                                  |
| --- | --- | ----------------- | --------------- | --- | --- | --------------------------------------- |
| 629 | Île Macquarie                                                                                              | Australie         | 557 280         | Naturel, (vii), (viii) | 54° 35′ 42″ S, 158° 53′ 46″ E |                                         |
| 577 | Îles Heard et McDonald                                                                                     | Australie         | 658 903         | Naturel, (viii), (ix) | 53° 06′ S, 73° 30′ E |                                         |
| 806 | Paysage culturel de Hallstatt-Dachstein / Salzkammergut                                                    | Autriche          | 28 446,2        | Culturel, (iii), (iv) | 47° 33′ 32″ N, 13° 38′ 46″ E |                                         |
| 798 | Les Sundarbans                                                                                             | Bangladesh        | 139 500         | Naturel, (ix), (x) Comprend les sanctuaires de vie sauvage des Sundarbans de l'ouest (en), de l'est (en) et du sud (en). | 21° 47′ 20″ N, 89° 11′ 35″ E 21° 56′ 46″ N, 89° 47′ 24″ E 21° 48′ 54″ N, 89° 23′ 31″ E |                                         |
| 821 | Centre historique de São Luís (pt)                                                                         | Brésil            | 66,65           | Culturel, (iii), (iv), (v) | 2° 30′ 50″ S, 44° 18′ 11″ O |                                         |
| 813 | Jardins classiques de Suzhou                                                                               | Chine             | 8,284           | Culturel, (i), (ii), (iii), (iv), (v) Comprend quatre jardins : jardin du Modeste administrateur, villa de la Montagne étreinte de beauté, jardin du Maître des filets et jardin Attardez-vous (en). Le bien est étendu en 2000 à cinq autres jardins. | 31° 19′ 37″ N, 120° 37′ 34″ E 31° 18′ 47″ N, 120° 36′ 32″ E 31° 18′ 00″ N, 120° 37′ 48″ E 31° 19′ 05″ N, 120° 35′ 17″ E |                                         |
| 811 | Vieille ville de Lijiang                                                                                   | Chine             | 146             | Culturel, (ii), (iv), (v) Comprend quatre sites : Dayan, l'étang du Dragon noir et les villes de Baisha (zh) et Shuhe (zh). | 26° 52′ 48″ N, 100° 13′ 37″ E 26° 53′ 17″ N, 100° 13′ 59″ E 26° 57′ 25″ N, 100° 12′ 54″ E 26° 55′ 30″ N, 100° 12′ 11″ E |                                         |
| 812 | Vieille ville de Ping Yao                                                                                  | Chine             | 246             | Culturel, (ii), (iii), (iv) Comprend deux temples, outre la vieille ville : Zhenguo (en) et Shuanglin. | 37° 12′ 04″ N, 112° 09′ 14″ E 37° 17′ 10″ N, 112° 16′ 16″ E 37° 10′ 16″ N, 112° 07′ 30″ E |                                         |
| 816 | Ensemble du palais de Changdeokgung                                                                        | Corée du Sud      |                 | Culturel, (ii), (iii), (iv) | 37° 33′ 00″ N, 126° 58′ 59″ E |                                         |
| 817 | Forteresse de Hwaseong                                                                                     | Corée du Sud      |                 | Culturel, (ii), (iii) | 37° 16′ 19″ N, 127° 00′ 29″ E |                                         |
| 820 | Parc national de l'île Cocos (es)                                                                          | Costa Rica        | 199 790         | Naturel, (ix), (x) La partie maritime du bien est étendue en 2002. | 5° 31′ 59″ N, 87° 04′ 01″ O |                                         |
| 809 | Ensemble épiscopal de la basilique euphrasienne dans le centre historique de Poreč                         | Croatie           | 1,1             | Culturel, (ii), (iii), (iv) | 45° 13′ 44″ N, 13° 35′ 38″ E |                                         |
| 810 | Ville historique de Trogir                                                                                 | Croatie           | 6,4             | Culturel, (ii), (iv) | 43° 31′ 01″ N, 16° 15′ 04″ E |                                         |
| 841 | Château de San Pedro de la Roca, Santiago de Cuba                                                          | Cuba              | 94              | Culturel, (iv), (v) | 19° 58′ 01″ N, 75° 52′ 16″ O |                                         |
| 814 | Parc national de Morne Trois Pitons                                                                        | Dominique         | 6 857           | Naturel, (viii), (x) | 15° 16′ 01″ N, 61° 16′ 59″ O |                                         |
| 803 | Las Médulas                                                                                                | Espagne           | 2 208,2         | Culturel, (i), (ii), (iii), (iv) | 42° 28′ 08″ N, 6° 46′ 16″ O |                                         |
| 805 | Monastères de San Millán de Yuso et de Suso                                                                | Espagne           | 19,01           | Culturel, (ii), (iv), (vi) | 42° 19′ 34″ N, 2° 51′ 54″ O |                                         |
| 804 | Palais de la musique catalane et hôpital de Sant Pau, Barcelone                                            | Espagne           | 6,87            | Culturel, (i), (ii), (iv) | 41° 23′ 13″ N, 2° 10′ 34″ E 41° 24′ 47″ N, 2° 10′ 26″ E |                                         |
| 773 | Pyrénées - Mont Perdu                                                                                      | Espagne et France | 30 639          | Mixte, (iii), (iv), (v), (vii), (viii) Bien transfrontalier. | 42° 41′ 06″ N, 0° 00′ 04″ E |                                         |
| 822 | Centre historique (vieille ville) de Tallinn                                                               | Estonie           | 113             | Culturel, (ii), (iv) | 59° 25′ 59″ N, 24° 43′ 59″ E |                                         |
| 345 | Ville fortifiée historique de Carcassonne                                                                  | France            | 11              | Culturel, (ii), (iv) | 43° 12′ 40″ N, 2° 21′ 32″ E |                                         |
| 827 | Cathédrale, Torre Civica et Piazza Grande, Modène                                                          | Italie            | 1,2             | Culturel, (i), (ii), (iii), (iv) | 44° 38′ 46″ N, 10° 55′ 34″ E |                                         |
| 830 | Côte amalfitaine                                                                                           | Italie            | 11 231          | Culturel, (ii), (iv), (v) | 40° 39′ N, 14° 36′ E |                                         |
| 824 | Jardin botanique (Orto botanico), Padoue                                                                   | Italie            | 2,2             | Culturel, (ii), (iii) | 45° 23′ 56″ N, 11° 52′ 52″ E |                                         |
| 549 | Palais royal du XVIIIe siècle de Caserte avec le parc, l'aqueduc de Vanvitelli et l'ensemble de San Leucio | Italie            | 87,37           | Culturel, (i), (ii), (iii), (iv) | 41° 04′ 23″ N, 14° 19′ 34″ E |                                         |
| 823 | Résidences des Savoie                                                                                      | Italie            | 370,82          | Culturel, (i), (ii), (iv), (v) 14 sites : - Château de Pollenzo | 45° 04′ 23″ N, 7° 41′ 13″ E 45° 04′ 16″ N, 7° 41′ 06″ E 45° 04′ 08″ N, 7° 41′ 06″ E 44° 59′ 46″ N, 7° 36′ 22″ E 45° 08′ 53″ N, 7° 36′ 04″ E 45° 03′ 14″ N, 7° 41′ 10″ E 45° 03′ 32″ N, 7° 42′ 22″ E 45° 00′ 07″ N, 7° 41′ 13″ E 45° 04′ 12″ N, 7° 30′ 40″ E 45° 08′ 10″ N, 7° 37′ 34″ E 45° 21′ 43″ N, 7° 46′ 08″ E 44° 46′ 08″ N, 7° 40′ 34″ E 44° 48′ 18″ N, 8° 05′ 56″ E 44° 40′ 59″ N, 7° 53′ 42″ E |                                         |
| 826 | Portovenere, Cinque Terre et les îles (Palmaria, Tino et Tinetto)                                          | Italie            | 4 689,25        | Culturel, (ii), (iv), (v) | 44° 06′ 25″ N, 9° 43′ 44″ E |                                         |
| 833 | Su Nuraxi de Barumini                                                                                      | Italie            | 2,3254          | Culturel, (i), (iii), (iv) | 39° 42′ 22″ N, 8° 59′ 28″ E |                                         |
| 832 | Villa romaine du Casale                                                                                    | Italie            | 8,92            | Culturel, (i), (ii), (iii) | 7° 21′ 58″ N, 14° 20′ 02″ E |                                         |
| 831 | Zone archéologique d'Agrigente                                                                             | Italie            | 934             | Culturel, (i), (ii), (iii), (iv) | 37° 17′ 24″ N, 13° 35′ 35″ E |                                         |
| 829 | Zones archéologiques de Pompéi, Herculanum et Torre Annunziata                                             | Italie            | 98,05           | Culturel, (iii), (iv), (v) | 40° 45′ 00″ N, 14° 29′ 10″ E 40° 48′ 22″ N, 14° 20′ 53″ E 40° 45′ 25″ N, 14° 27′ 11″ E |                                         |
| 800 | Parc national/Forêt naturelle du mont Kenya                                                                | Kenya             | 202 334         | Naturel, (vii), (ix) Étendu en 2013 au conservatoire de faune sauvage de Lewa (en) et à la réserve forestière du Ngare Ndare. | 0° 07′ 12″ S, 37° 20′ 10″ E |                                         |
| 801 | Parcs nationaux de Sibiloi / Île Centrale (en)                                                             | Kenya             | 157 085         | Naturel, (viii), (x) Le bien est étendu en 2001 à South Island (en) et renommé « Parcs nationaux du Lac Turkana ». | 3° 57′ 40″ N, 36° 20′ 31″ E 3° 29′ 46″ N, 36° 02′ 24″ E |                                         |
| 852 | Centre historique de Riga                                                                                  | Lettonie          | 438             | Culturel, (i), (ii) | 56° 57′ 14″ N, 24° 07′ 01″ E |                                         |
| 837 | Médina de Tétouan (ancienne Titawin)                                                                       | Maroc             | 6,5             | Culturel, (ii), (iv), (v) | 35° 34′ 16″ N, 5° 22′ 01″ O |                                         |
| 836 | Site archéologique de Volubilis                                                                            | Maroc             | 42              | Culturel, (ii), (iii), (iv), (vi) | 34° 04′ 26″ N, 5° 33′ 25″ O |                                         |
| 815 | Hospice Cabañas, Guadalajara                                                                               | Mexique           | 2,34            | Culturel, (i), (ii), (iii), (iv) | 20° 40′ 26″ N, 103° 20′ 24″ O | Façade principale de l'hospice Cabañas. |
| 666 | Lumbini, lieu de naissance de Bouddha                                                                      | Népal             | 1,95            | Culturel, (iii), (vi) | 27° 28′ 08″ N, 83° 16′ 34″ E |                                         |
| 586 | Fort de Rohtas                                                                                             | Pakistan          |                 | Culturel, (ii), (iv) | 32° 57′ 47″ N, 73° 35′ 20″ E |                                         |
| 790 | District historique de la ville de Panamá avec le Salón Bolivar                                            | Panama            | 29,4            | Culturel, (ii), (iv), (vi) Étendu et renommé « Site archéologique de Panamá Viejo et district historique de Panamá » en 2003. | 9° 00′ 22″ N, 79° 29′ 10″ O |                                         |
| 818 | Réseau des moulins de Kinderdijk-Elshout                                                                   | Pays-Bas          | 322             | Culturel, (i), (ii), (iv) | 51° 52′ 59″ N, 4° 38′ 56″ E |                                         |
| 819 | Zone historique de Willemstad, centre-ville et port, Curaçao                                               | Pays-Bas          | 86              | Culturel, (ii), (iv), (v) | 12° 06′ 07″ N, 68° 54′ 07″ O |                                         |
| 847 | Château de l'ordre Teutonique de Malbork                                                                   | Pologne           | 18,038          | Culturel, (ii), (iii), (iv) | 54° 02′ 24″ N, 19° 01′ 41″ E |                                         |
| 835 | Ville médiévale de Toruń                                                                                   | Pologne           | 48              | Culturel, (ii), (iv) | 53° 00′ 40″ N, 18° 36′ 36″ E |                                         |
| 795 | Maritime Greenwich                                                                                         | Royaume-Uni       | 109,5           | Culturel, (i), (ii), (iv), (vi) | 51° 28′ 44″ N, 0° 00′ 40″ O |                                         |
| 794 | Dougga / Thugga                                                                                            | Tunisie           | 75              | Culturel, (ii), (iii) | 36° 29′ 24″ N, 9° 13′ 48″ E |                                         |

### Patrimoine en péril

#### Ajout
Le comité approuve l'inscription de quatre biens sur la liste du patrimoine mondial en péril,.
| Id. | Bien                                     | Pays                             | Critères et notes | Coordonnées                  | Illus. |
| --- | ---------------------------------------- | -------------------------------- | --- | ---------------------------- | ------ |
| 570 | Butrint                                  | Albanie                          | Culturel, (iii) Inscrit en 1992, le site est considéré en péril à la suite de pillages survenus pendant la crise albanaise de 1997 ; il cesse de l'être en 2005. | 39° 44′ 42″ N, 20° 01′ 12″ E |        |
| 475 | Parc national du Manovo-Gounda St Floris | République centrafricaine        | Naturel, (ix), (x) Inscrit en 1988, en péril à cause du braconnage et du pâturage illégal.                                                                       | 9° 00′ N, 21° 30′ E          |        |
| 718 | Réserve de faune à okapis                | République démocratique du Congo | Naturel, (x) Inscrit en 1996, en péril à cause du conflit dans la région des Grands Lacs.                                                                        | 2° 00′ N, 28° 30′ E          |        |
| 137 | Parc national de Kahuzi-Biega            | République démocratique du Congo | Naturel, (x) Inscrit en 1980, en péril à cause du conflit dans la région des Grands Lacs.                                                                        | 2° 30′ S, 28° 45′ E          |        |

#### Retrait
Le comité décide de retirer un bien de la liste du patrimoine mondial en péril.
| Id. | Bien                   | Pays    | Critères et notes | Coordonnées                  | Illus. |
| --- | ---------------------- | ------- | --- | ---------------------------- | ------ |
| 98  | Parc national Plitvice | Croatie | Naturel, (vii), (viii), (ix) Inscrit en 1979, le parc était en péril depuis 1992 à la suite de la guerre dans la région. | 44° 52′ 41″ N, 15° 36′ 50″ E |        |

### Proposition rejetée
Le Comité rejette l'inscription d'un bien, qu'il n'estime pas correspondre aux critères de la liste du patrimoine mondial.
| Bien              | Pays | Notes | Coordonnées                  | Illus. |
| ----------------- | ---- | --- | ---------------------------- | ------ |
| Vallée de Viñales | Cuba | Le comité rejette l'inscription en notant que « le site ne répondait pas aux critères naturels, ne comportait pas de limites clairement définies et ne bénéficiait pas d'une protection juridique suffisante ». Après avoir été soumis à nouveau par Cuba, le bien est inscrit au patrimoine mondial en 1999. | 22° 37′ 01″ N, 83° 43′ 01″ O |        |